# Дронова (Брянская область)
Дро́нова — село в Карачевском районе Брянской области России. Входит в состав Дроновского сельского поселения.

## География
Село находится в восточной части Брянской области, в зоне хвойно-широколиственных лесов, вблизи истока реки Снежеть, к югу от автодороги Р120, на расстоянии примерно 14 км (по прямой) к востоку-юго-востоку (ESE) от города Карачев, административного центра района. Абсолютная высота — 205 м над уровнем моря.
Климат
Климат умеренно континентальный с теплым летом и умеренно морозной зимой. Годовое количество осадков — 500—600 мм. Средняя температура января составляет −8,6 °С, июля — +18,6 °С.
Часовой пояс
Село Дронова, как и вся Брянская область, находится в часовой зоне МСК (московское время). Смещение применяемого времени относительно UTC составляет +3:00.

## Население
| 2010 | 2013 |
| ---- | ---- |
| 300  | ↘280 |

Половой состав
По данным Всероссийской переписи населения 2010 года, в гендерной структуре населения мужчины составляли 49 %, женщины — соответственно 51 %.
Национальный состав
Согласно результатам переписи 2002 года, в национальной структуре населения русские составляли 98 % из 302 чел.

## Улицы
| - ул. Бутырская, - ул. Гагарина, - ул. Колхозная, - ул. Монастырская, | - ул. Полевая, - ул. Слободская, - ул. Хахерина, - ул. Центральная. |

## Известные уроженцы
- Хахерин, Илья Кириллович (1916—1944) — советский военнослужащий, старший лейтенант, Герой Советского Союза.